# Rupelornis definitus
Rupelornis definitus — викопний вид буревісникоподібних птахів, що існував в олігоцені в Європі. Викопні рештки птаха знайдені в Бельгії у відкладеннях формації Саблес д'Анверс (Sables d'Anvers) поблизу міста Рупельмонде.